# 簡斯維爾 (愛荷華州)
簡斯維爾（英語：Janesville）是一個位於美國愛荷華州布雷默縣和布萊克霍克縣的城市。

## 地理
簡斯維爾的座標為42°38′46″N 92°27′46″W / 42.64611°N 92.46278°W，而該地的平均海拔高度為276米（即906英尺）。

## 人口
根據2010年美國人口普查的數據，簡斯維爾的面積為3.86平方千米，當中陸地面積為3.73平方千米，而水域面積為0.13平方千米。當地共有人口930人，而人口密度為每平方千米240人。